# 李根淑
李根淑（1913年—1941年4月），原名李槿淑，朝鲜族，东北抗日联军第四军宣传部长兼妇女主任，中共密山县委书记朴凤南的夫人。

## 生平
1909年（一说1913年），李根淑出生于朝鲜庆尚北道醴泉郡，后随家人迁居满洲，几经周折于1924年定居于松江省宁安县东京城镇于家屯，在协晶学校读书。受当地朝鲜共产党火曜派的影响，她开始接触马列主义思想。1929年，她加入了中国共产主义青年团。1930年，她因反对家人包办婚姻，离家去了中共宁安县委机关所在地花脸沟，从事革命运动。同年底，中共宁安县委遭到破坏后，她随朴凤南等人转移到东京城。1931年11月，中共宁安县委被撤销成立了宁安中心县委（潘庆由任县委书记）。1932年6月，日军占侵宁安县后，宁安中心县委机关迁至穆棱县，后改名“中共绥宁中心县委”。朴凤南任中心县委组织部长，李根淑任中心县委妇运部委员。同年7月，她加入中国共产党，并任绥宁中心县委委员。:50-51:927:85-87
1932年11月，朴凤南、李根淑、金伯万、金镇浩等人被派往密山县组建中共密山区委。朴凤南任区委书记，李根淑任区委委员兼区妇救会主任。为掩护身份开展地下抗日工作，朴凤南和李根淑这对情侣以夫妻身份在密山县落户。1933年12月，中共密山区委被中共吉东局改组为密山县委。朴凤南任密山县委书记，李根淑任县委委员兼妇运部部长。此后，两人举办简朴婚礼成为真正夫妻。1934年3月20日，密山抗日游击队在密山哈达河沟里成立。:52-53:927:87
1934年10月，密山抗日游击队与李延禄的东北人民抗日革命军合并成立东北抗日同盟军第四军。朴凤南调任第四军政治部组织部长，李根淑调任第四军宣传部长兼妇女主任。1936年3月，东北抗日同盟军第四军改编为东北抗日联军第四军。同年7月，李根淑被派往苏联莫斯科东方大学学习。1939年7月归国后，她在东京城镇开展地下抗日工作。次年9月，她在宁安县木其村被警察逮捕，遭到严刑拷打，但始终没有招供。此后，她被释放，但后又被再次抓回狱中，1941年4月被杀害，时年28岁。:53-57:927:87-90

## 纪念
- 1961年，原东北抗日联军第四军军长李延禄重返宁安时题诗《李根淑同志千古》：“雏凤凌云破樊篱，振臂高挥反帝旗。万马军中声浪起，士气轩昂歼劲敌。囚门难锁英雄志，倭寇妄图诱军机。宁为玉碎非瓦全，血染黄沙志不移。”[3]:57[4]:927[5]:87-90
- 1963年，李延禄曾撰写《忆李槿淑同志》一文，称：“李槿淑同志在四军里，随时随地用她那清澈响亮的语言，唤醒着压迫的人们。她走到哪里，哪里便响起她激动心弦的声音，哪里的士兵和人民群众便士气轩昂，哪里的敌人便在爱国士兵和人民群众的猛击下销声匿迹，以至最后灭亡。许多革命道理通过她那流利动听的话语，就像股股暖流流入老百姓的心中”。[1]